# Quercus ningqiangensis
Quercus ningqiangensis är en bokväxtart som beskrevs av Shi Zeng Qu och Weng Hui Zhang. Quercus ningqiangensis ingår i släktet ekar, och familjen bokväxter. Inga underarter finns listade.